# Heusden
Heusden (pronúnciaⓘ) é um município e uma cidade na província de Brabante do Norte, Países Baixos. O atual município de Heusden foi criado depois da fusão dos antigos municípios de Heusden, Drunen e Vlijmen em 1997. O município tem 43 023 habitantes (31 de dezembro de 2008, fonte: CBS) e abrange uma área de 81,18 km² (dos quais 2,33 km² de água).

## Centros populacionais
Os principais centros populacionais do município são: a cidade fortificada de Heusden, Drunen e Vlijmen. Dentre estes centros, Drunen é o mais populoso. Outros centros populacionais do município são as aldeias de Doeveren, Elshout, Giersbergen, Haarsteeg, Hedikhuizen, Heesbeen, Herpt, Nieuwkuijk, Oudheusden e Vliedberg.

## Localização
O município está localizado no norte da província de Brabante do Norte, entre o Parque Nacional De Loonse en Drunense Duinen, o rio Mosa e os municípios de 's-Hertogenbosch e Waalwijk.
| Municípios vizinhos   | Municípios vizinhos | Municípios vizinhos |
| --------------------- | ------------------- | ------------------- |
| Aalburg               | Zaltbommel          | Maasdriel           |
| Waalwijk Loon op Zand |                     | 's-Hertogenbosch    |
| Tilburg               | Haaren              | Vught               |

O município de Heusden faz parte da Langstraat, uma região que durante séculos foi o centro neerlandês da indústria de artefatos de couro e calçados. É uma área bastante extensa situada aproximadamente entre os municípios de Geertruidenberg e 's-Hertogenbosch.

## História

### O castelo

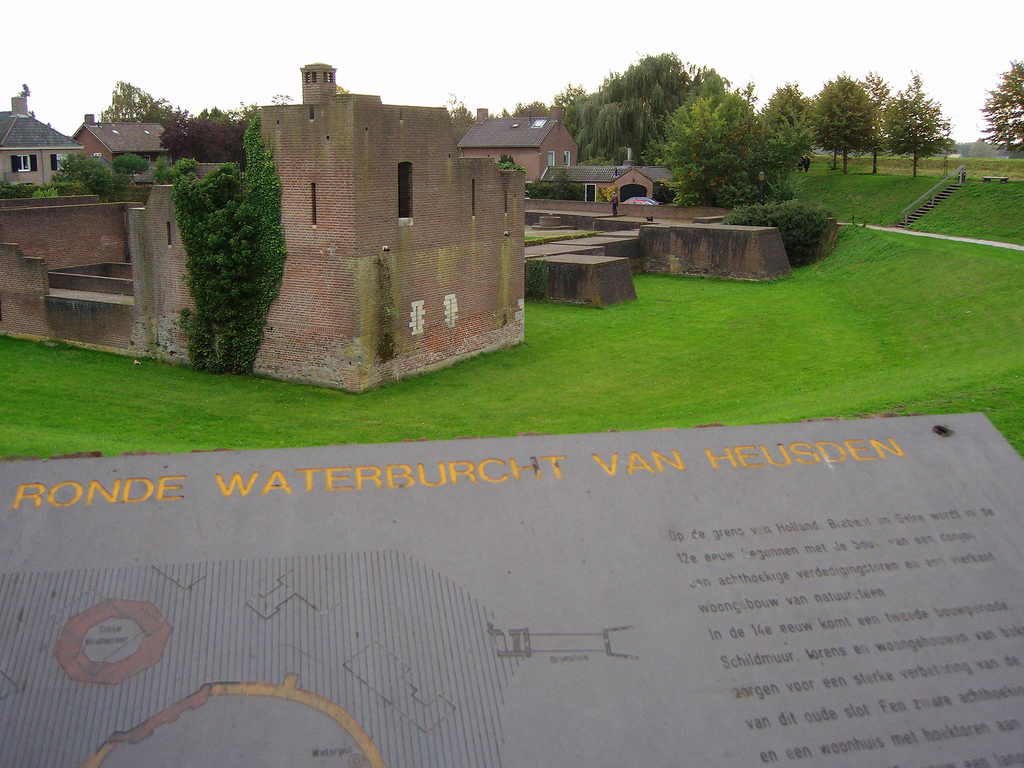
As ruínas do Castelo de Heusden

O povoado de Heusden, às margens do rio Mosa (em neerlandês: Maas), teve início por volta do século XIII, e surgiu com a construção de um fortificação para substituir o castelo destruído pelo duque de Brabante em 1202. Esta fortificação foi rapidamente ampliada com a construção de fossos inundáveis e uma torre de menagem. Heusden recebeu os direitos de cidade em 1318. O castelo de Heusden foi propriedade dos sucessivos duques de Brabante, e em 1357 passou para o domínio dos condes da Holanda. Com a construção das muralhas e do fosso, o castelo ficou localizado dentro das fortificações da cidade, e perdeu a sua função de fortaleza. A torre de menagem passou a ser utilizada como depósito de munições. Um desastre marcou o fim do castelo de Heusden e provocou o declínio econômico da cidade; em 24 de julho de 1680, uma forte tempestade caiu sobre Heusden, e um raio atingiu a torre. Vinte e sete toneladas de pólvora e munição explodiram e destruíram o castelo. A população de Heusden levou sete semanas para limpar os escombros e destroços. O castelo nunca mais foi totalmente reconstruído. No entanto, as bases originais da estrutura principal foram restauradas em 1987.

### Fortificações e restauração
Durante os primeiros anos da Guerra dos Oitenta Anos (1568-1648), Heusden esteve ocupada pelos espanhóis. Em 1577, no entanto, após a Pacificação de Gante, a população de Heusden escolheu aliar-se a Guilherme I, príncipe de Orange. Guilherme decidiu então consolidar a posição estratégica da cidade às margens do rio Mosa, e ordenou que as obras de fortificação fossem iniciadas. Os trabalhos começaram em 1579 com a escavação de fossos e a construção de baluartes e muralhas, concluídos em 1597.
No início século XIX, as obras de defesa encontravam-se em mau estado de conservação e foram desmanteladas. Em 1968, porém, um grande trabalho de restauração foi iniciado, e as fortificações foram cuidadosamente reconstruídas, com base e inspiradas em um mapa da cidade de Heusden de 1649, feito por Joan Blaeu, filho do famoso cartógrafo neerlandês Willem Blaeu. Em 1980, a cidade de Heusden recebeu o mais alto prêmio europeu de restauração, o Urbes Nostrae. Heusden atrai atualmente cerca de mais de 350 mil turistas, que anualmente visitam o centro histórico da cidade e caminham pelas muralhas da fortaleza.

### A Câmara Municipal de Heusden

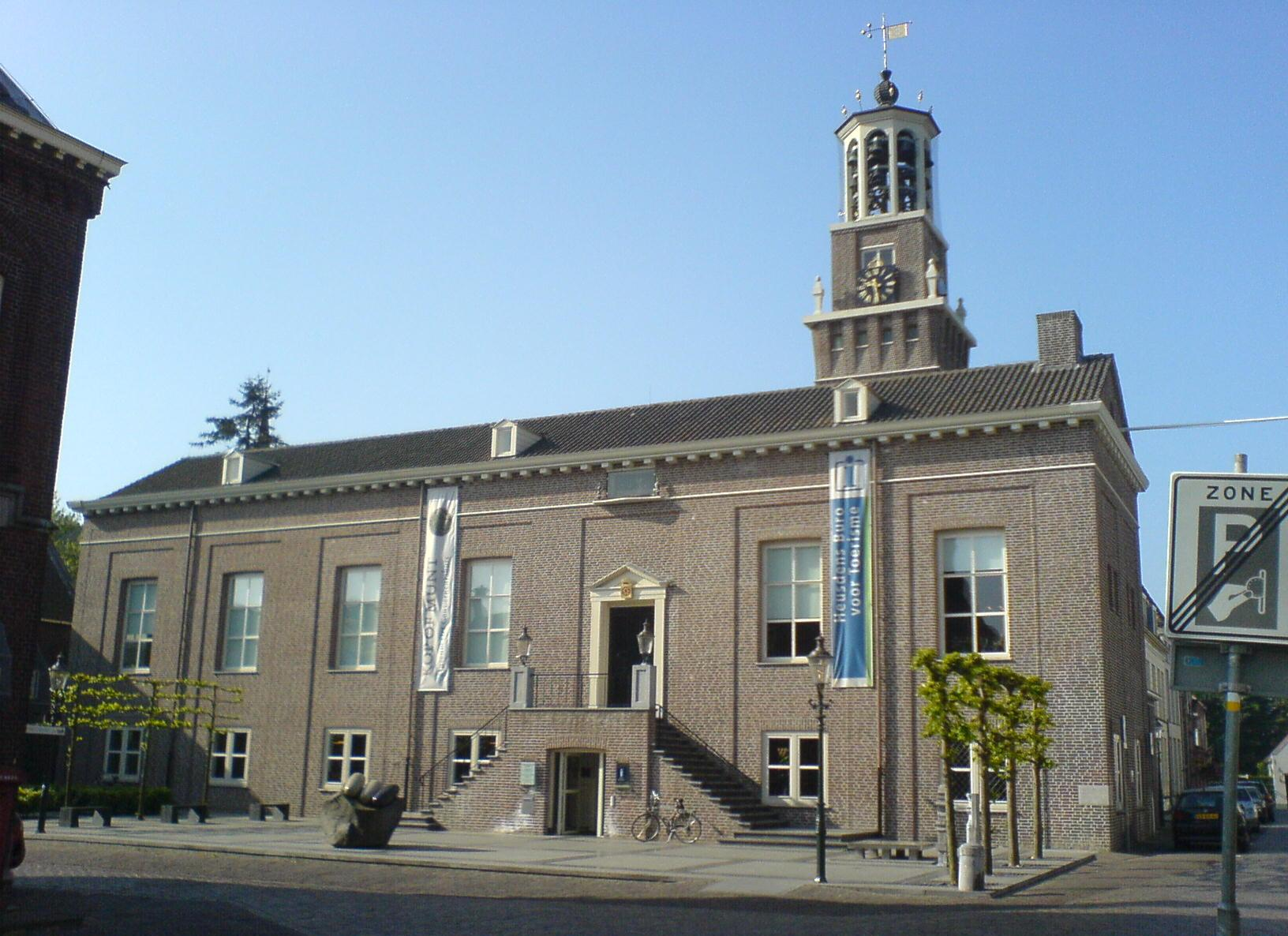
O edifício da Câmara Municipal de Heusden (verão de 2007).

No período final da Segunda Guerra Mundial, em 5 de novembro de 1944, três engenheiros do exército alemão detonaram cargas explosivas no edifício da Câmara Municipal de Heusden, destruindo a sua torre de 40 metros de altura.
Um novo edifício foi erguido em 1956. Projetado e construído no estilo da Escola Bossche, muito menos majestoso do que seu predecessor do gótico tardio.
Com a fusão dos municípios de Heusden, Drunen e Vlijmen em 1997, a Câmara Municipal de Heusden perdeu a sua função original. Desde 2005, o prédio abriga um centro de turismo.